# Leucania suffusa
Leucania suffusa är en fjärilsart som beskrevs av Tutt 1891. Leucania suffusa ingår i släktet Leucania och familjen nattflyn. Inga underarter finns listade i Catalogue of Life.